# Malpighia martiana
Malpighia martiana är en tvåhjärtbladig växtart som beskrevs av Acuna och Roig. Malpighia martiana ingår i släktet Malpighia och familjen Malpighiaceae. Inga underarter finns listade i Catalogue of Life.